# Jean-Marie Pfaff
Jean-Marie Pfaff (sinh 4 tháng 12 năm 1953) tại Lebbeke) là một cựu thủ môn bóng đá người Bỉ. Ông được Pelé đánh giá là một trong 125 cầu thủ còn sống vĩ đại nhất vào tháng 3 năm 2004.

## Sự nghiệp
Năm 16 tuổi, Pfaff đầu quân cho K.S.K. Beveren. Pfaff cùng K.S.K. Beveren đoạt Cúp bóng đá Bỉ năm 1978 và chức vô địch Bỉ năm 1979. Vào năm 1978, ông nhận được danh hiệu Chiếc giày vàng Bỉ. Năm 1982, ông đầu quân cho Bayern Munich và cùng câu lạc bộ này đoạt ba danh hiệu Bundesliga (từ 1985 đến 1987) và hai Cúp bóng đá Đức (1984 và 1986).
Pfaff chơi trận đầu tiên trong màu áo đội tuyển Bỉ năm 1976 đối mặt với đối thủ truyền kiếp Hà Lan. Ông là thủ môn của Bỉ trong các giải Euro 80, Euro 84, World Cup 1982 và World Cup 1986.
Hiện nay ông là một ngôi sao truyền hình ở Bỉ nhờ chương trình truyền hình thực tế (tiếng Anh: reality show) mang tên De Pfaffs nói về ông và gia đình năm 2003. Pfaff có vợ và ba con gái: Kelly, Debby và Lindsey.